# Brian Jensen (calciatore)
Brian Boye Jensen (Glostrup, 23 aprile 1968) è un ex calciatore danese, di ruolo difensore.

## Caratteristiche tecniche
Era un terzino sinistro.

## Carriera
Vanta 125 presenze e 8 reti nella massima divisione danese, 68 incontri e 2 gol in Ligue 1 e 18 partite nelle competizioni calcistiche europee. L'unica rete internazionale di Jensen è datata 15 settembre 1994 ed è siglata su rigore contro gli albanesi del KF Tirana (3-0) in una partita valida per il primo turno della Coppa delle Coppe.

### Club
Il 2 agosto 1997 segna la sua prima marcatura francese in Guingamp-Cannes (3-1), su calcio di rigore.

### Nazionale
Dopo aver giocato con l'Under-19 e l'Under-21, il 12 giugno 1991 esordisce con la Nazionale maggiore nella partita contro l'Italia persa 0-2.